# Тиран-інка
Тира́н-і́нка (Leptopogon) — рід горобцеподібних птахів родини тиранових (Tyrannidae). Представники цього роду мешкають в Мексиці, Центральній і Південній Америці.

## Таксономія і систематика
Молекулярно-генетичне дослідження, проведене Телло та іншими в 2009 році дозволило дослідникам краще зрозуміти філогенію родини тиранових. Згідно із запропонованою ними класифікацією, рід Тиран-інка (Leptopogon) належить до родини Пікопланові (Rhynchocyclidae), підродини Тиранчикомухолюбних (Pipromorphinae). До цієї підродини систематики відносять також роди Тиранчик-мухолюб (Mionectes), Каполего (Pseudotriccus), Тиран-щебетун (Corythopis) і Тиранчик (Phylloscartes). Однак більшість систематиків не визнає цієї класифікації.

## Види
Виділяють чотири види:
- Тиран-інка буроголовий (Leptopogon amaurocephalus)
- Тиран-інка андійський (Leptopogon superciliaris)
- Тиран-інка рудоволий (Leptopogon rufipectus)
- Тиран-інка перуанський (Leptopogon taczanowskii)

## Етимологія
Наукова назва роду Leptopogon походить від сполучення слів дав.-гр. λεπτος — ніжний, тонкий і πωγωνος — борода.